# Torre degli Amidei
La torre degli Amidei è un antico edificio civile del centro storico di Firenze, situata in via Por Santa Maria 9r-11r.
La torre appare nell'elenco redatto nel 1901 dalla Direzione Generale delle Antichità e Belle Arti, quale edificio monumentale da considerare patrimonio artistico nazionale.

## Storia e descrizione

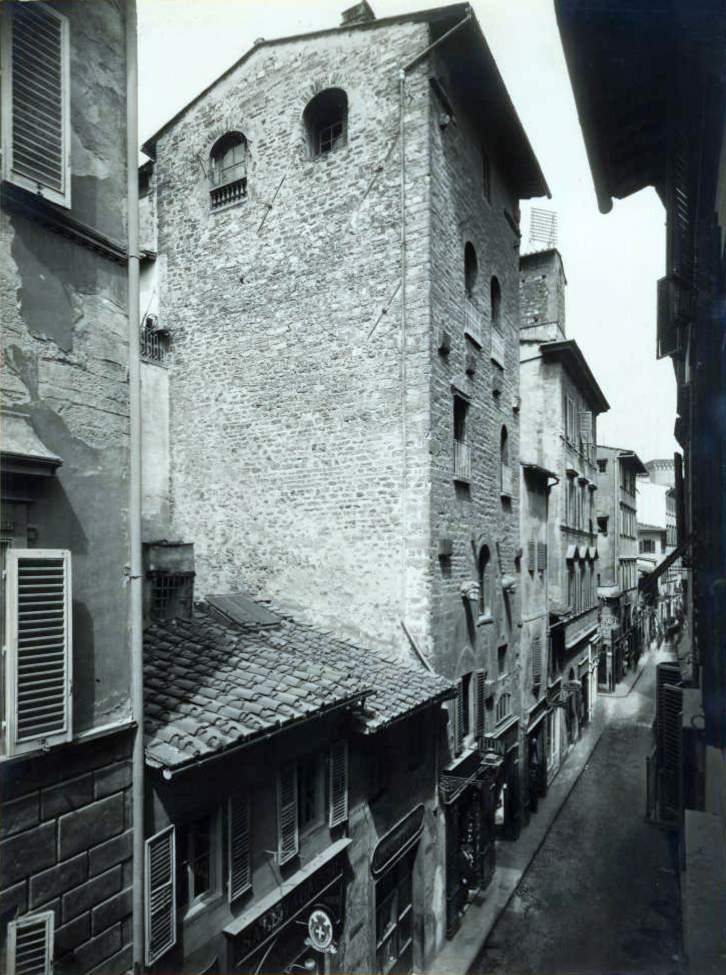
La torre negli anni 1920

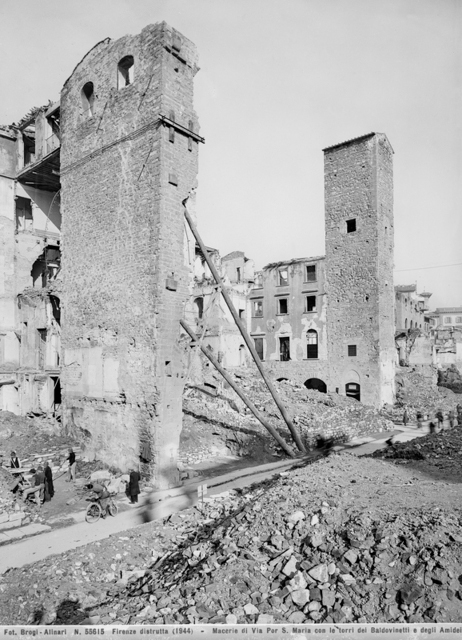
La torre semidistrutta nel 1944

Detta anche Bigonciola o Bigoncia, fu eretta nei primi decenni del XIII secolo e ricordata in alcuni documenti d'archivio nel dicembre del 1241, come già storicamente legata alla potente famiglia degli Amidei, che possedeva varie altre case in questo tratto della via verso Ponte Vecchio. Essi, secondo quanto tramandato da cronisti come Giovanni Villani e ripreso anche da Dante Alighieri, vollero punire con la vita il giovane Buondelmonte de' Buondelmonti per aver ripudiato le nozze con una del loro casato, dando vita a duri scontri tra le consorterie che, nel giro di pochi anni, spaccarono la città negli schieramenti dei guelfi e ghibellini.
La torre venne scapitozzata con molte altre nel Duecento, cioè venne abbassata di alcuni piani per un regolamento edilizio entrato in vigore in quell'epoca, e successivamente passò, per via ereditaria, ai Gherardini. Ai tempi di Federico Fantozzi apparteneva ai Capponi. 
Già in questo periodo, come documentano fotografie e disegni ottocenteschi, si presentava fortemente rimaneggiata: le porte ad arco erano state murate ed erano state aperte negli stessi vani più piccole porte architravate; a metà altezza del fronte era stata inoltre costruita una breve tettoia. Nel 1920-1921 la torre fu interessata da un restauro a cura dell'Ufficio di Belle Arti con il contributo del Ministero della Pubblica Istruzione (cadendo in quegli anni le celebrazioni per il secentenario della morte dell'Alighieri), che portò a ripristinare le porte gemelle e a ricostruire beccatelli, archi a sesto acuto e parte del filaretto di pietra. 
Durante l'agosto del 1944, a seguito dell'esplosione delle mine poste dall'esercito tedesco in questa zona, fu quasi del tutto distrutta: le fotografie conservate presso l'Archivio Fotografico della Soprintendenza per i Beni Architettonici di Firenze mostrano come rimanesse in piedi solo una limitata porzione del fianco sinistro. Nonostante a una prima verifica ne fosse stato decretato l'abbattimento per le preoccupanti condizioni statiche, il recupero tra le macerie degli stipiti delle porte e delle finestre con i relativi archivolti spinse la Soprintendenza ai Monumenti (vista l'importanza storica dell'edificio) a effettuarne la ricostruzione, basandosi sulle fotografie e di alcuni documenti grafici precedenti alla distruzione, con la direzione dell'architetto Guido Morozzi. Questo operò con notevole scrupolo, riutilizzando l'antico pietrame recuperato tra le macerie e impiegando, per consentire una distinzioni tra quanto conservato e il ricostruito, una malta più magra e stesa più internamente rispetto all'antico. 
Al 1951 si data un ulteriore intervento di restauro su progetto dell'architetto Tullio Rossi.

## Descrizione
La torre è situata oggi in mezzo a edifici costruiti negli anni cinquanta. Presenta il classico rivestimento in filaretto di pietra (come già accennato la differenziazione della malte nei giunti permette di riconoscere la parte ricstruita), con due alte porte al pian terreno a doppia ghiera, cioè coronate da due archi, uno molto ribassato e uno più alto, in questo caso a sesto acuto. 
Sopra le porte sporgono due teste leonine in marmo bianco (o di leopardo, secondo l'interpretazione di Federico Fantozzi), delle quali solo quella di sinistra è originale (alcuni la farebbero risalire addirittura all'epoca etrusca, ma più probabilmente è del XIII secolo, come una simile che si trova alle Sieci). Fu ripescata dalle macerie della torre e quivi ricollocata, mentre quella di destra è una riproduzione eseguita da Rigo Righi. Per queste figure la torre è talvolta indicata anche come "torre dei Leoni".
Così Elisabetta Pieri: "La doppia valenza di architettura fortificata da una parte e di residenza di rappresentanza dall'altra trova in questo esempio la sua codificazione. La volumetria estremamente compatta e slanciata, benché ridotta rispetto all'originale, è scandita da una teoria di buche pontaie con mensole sottostanti che costituiscono il contrappunto ritmico ai vuoti delle aperture; quelle del piano terra, fortemente slanciate, mostrano una doppia ghiera archiacuta a bozze di pietra forte, mentre le finestre dei piani superiori, di minori dimensioni, sono arcate a tutto sesto". 
Sul fronte è una lapide dantesca che ricorda come gli Amidei fossero stati menzionati nel canto del Paradiso, dove il poeta incontra il suo avo Cacciaguida. Sopra l'iscrizione è stato inserito lo stemma della famiglia a bande orizzontali. La lapide fu apposta, come molte altre in città nel 1900:
| LA CASA DI CHE NACQVE IL VOSTRO FLETO, PER LO GIVSTO DISDEGNO CHE V'HA MORTI, E PVOSE FINE AL VOSTRO VIVER LIETO ERA ONORATA, ESSA E I SVOI CONSORTI. DANTE_PARAD._XVI_136_139 |

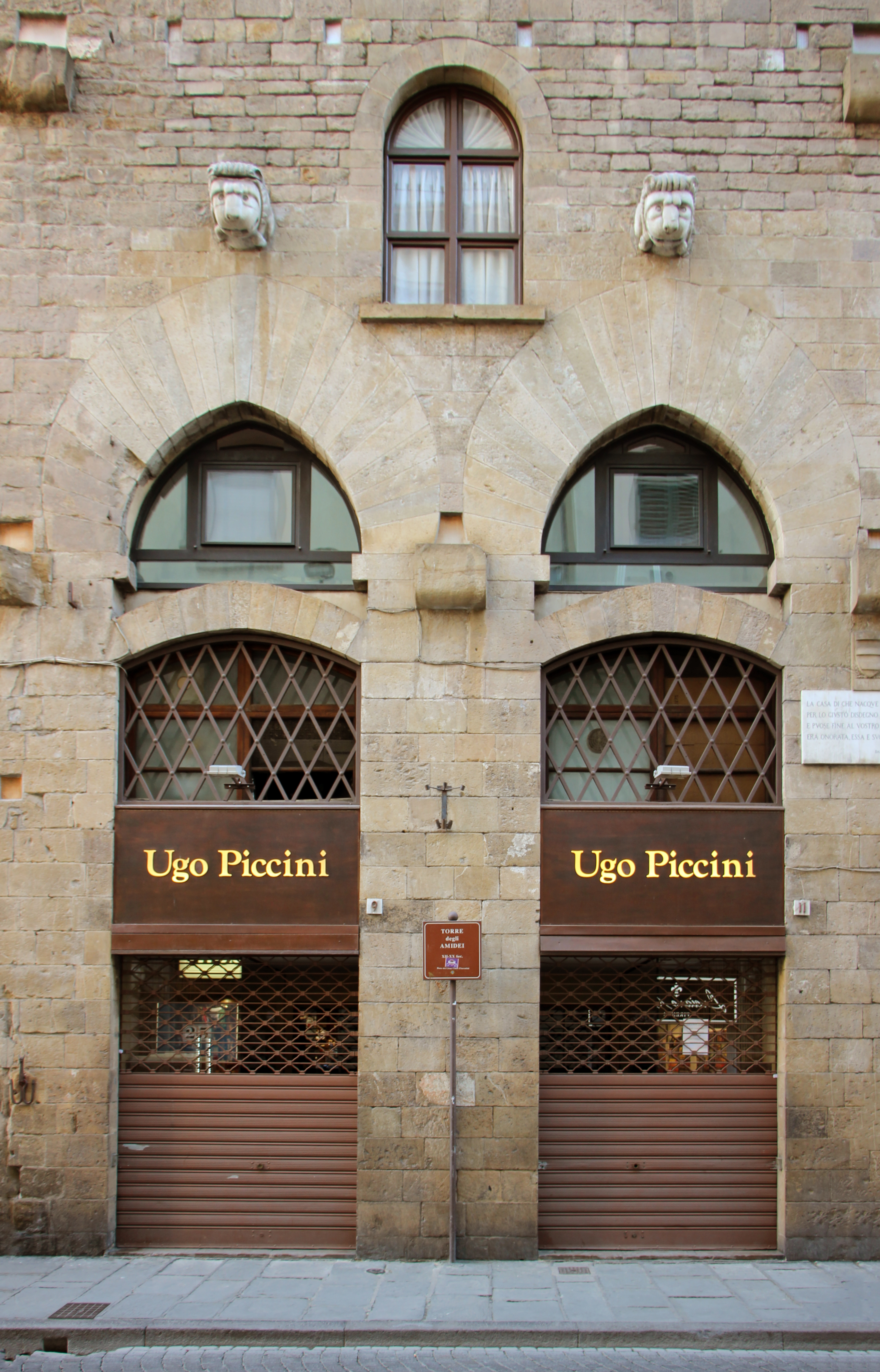
I portali di accesso
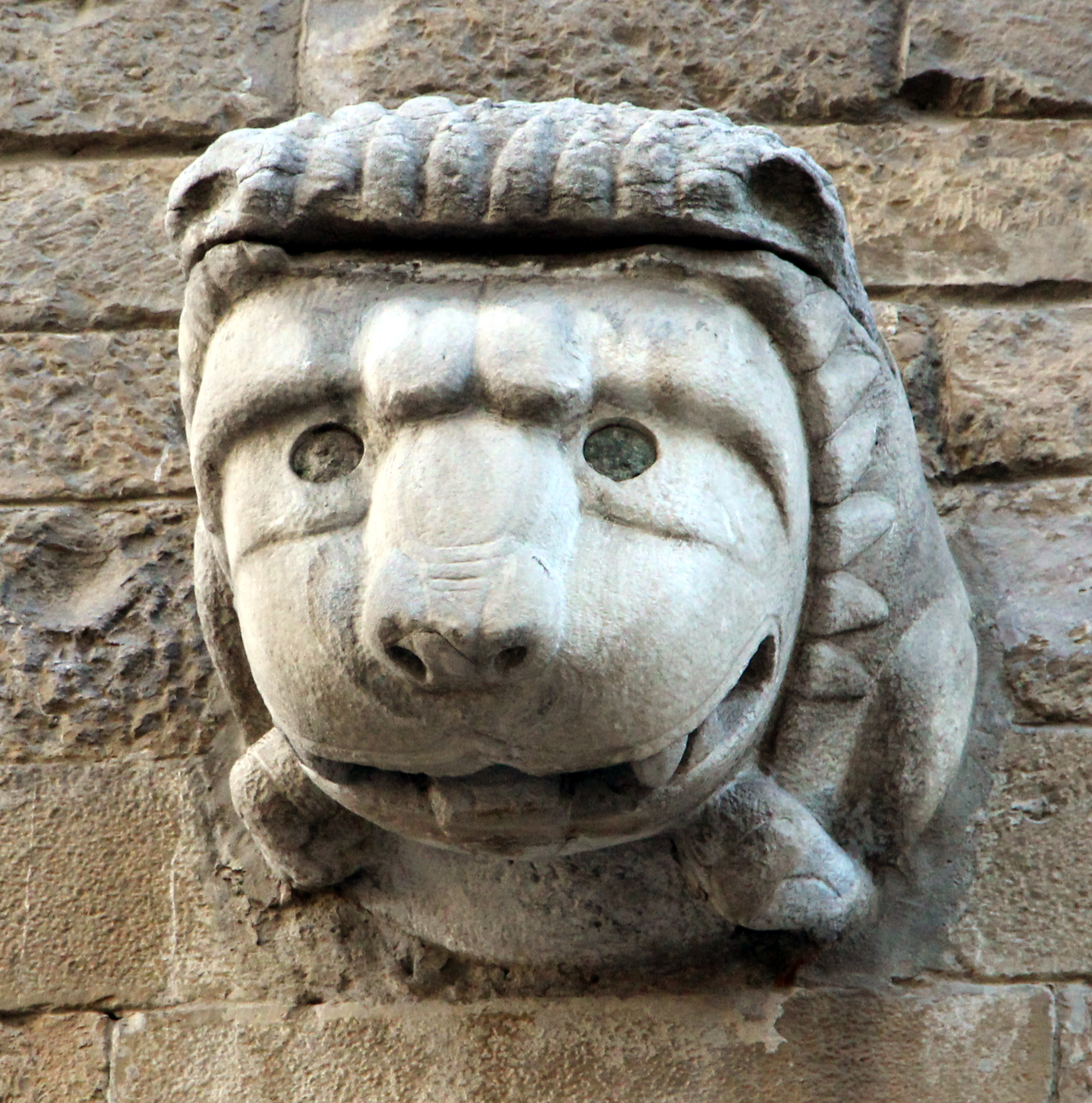
Testa leonina di sinistra (originale)
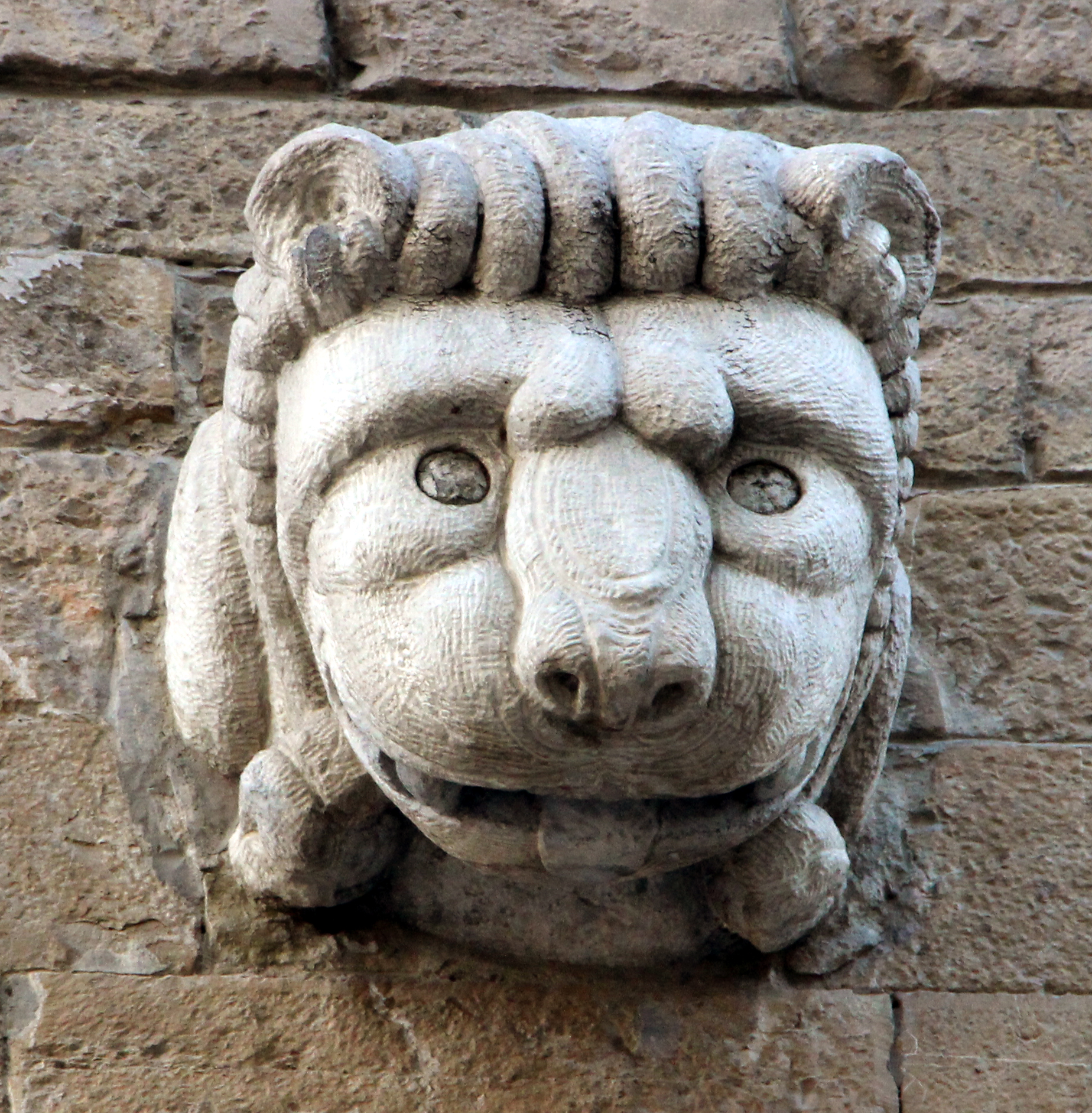
Testa leonina di destra (rifatta)
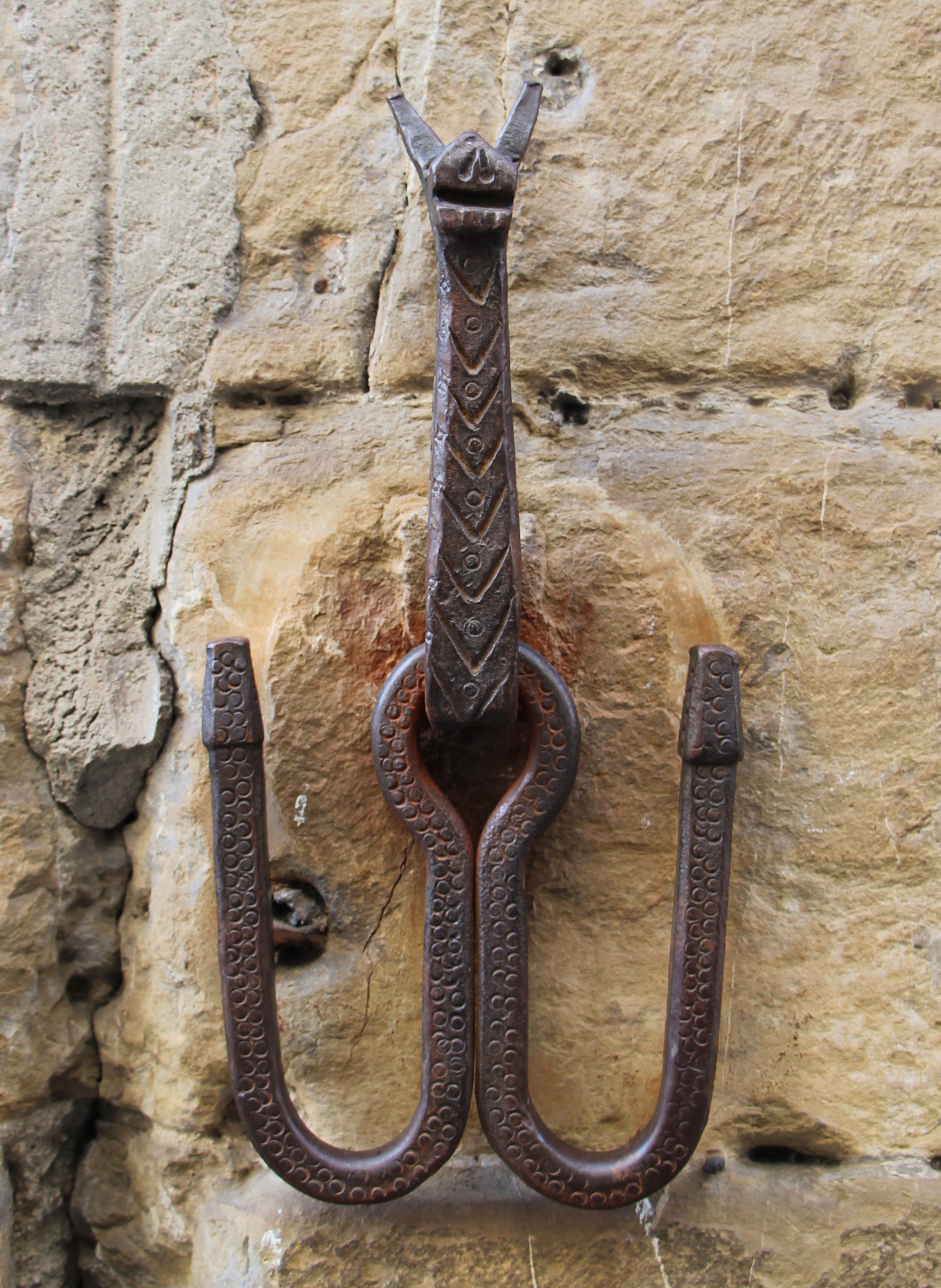
Uno degli erri per cavalli
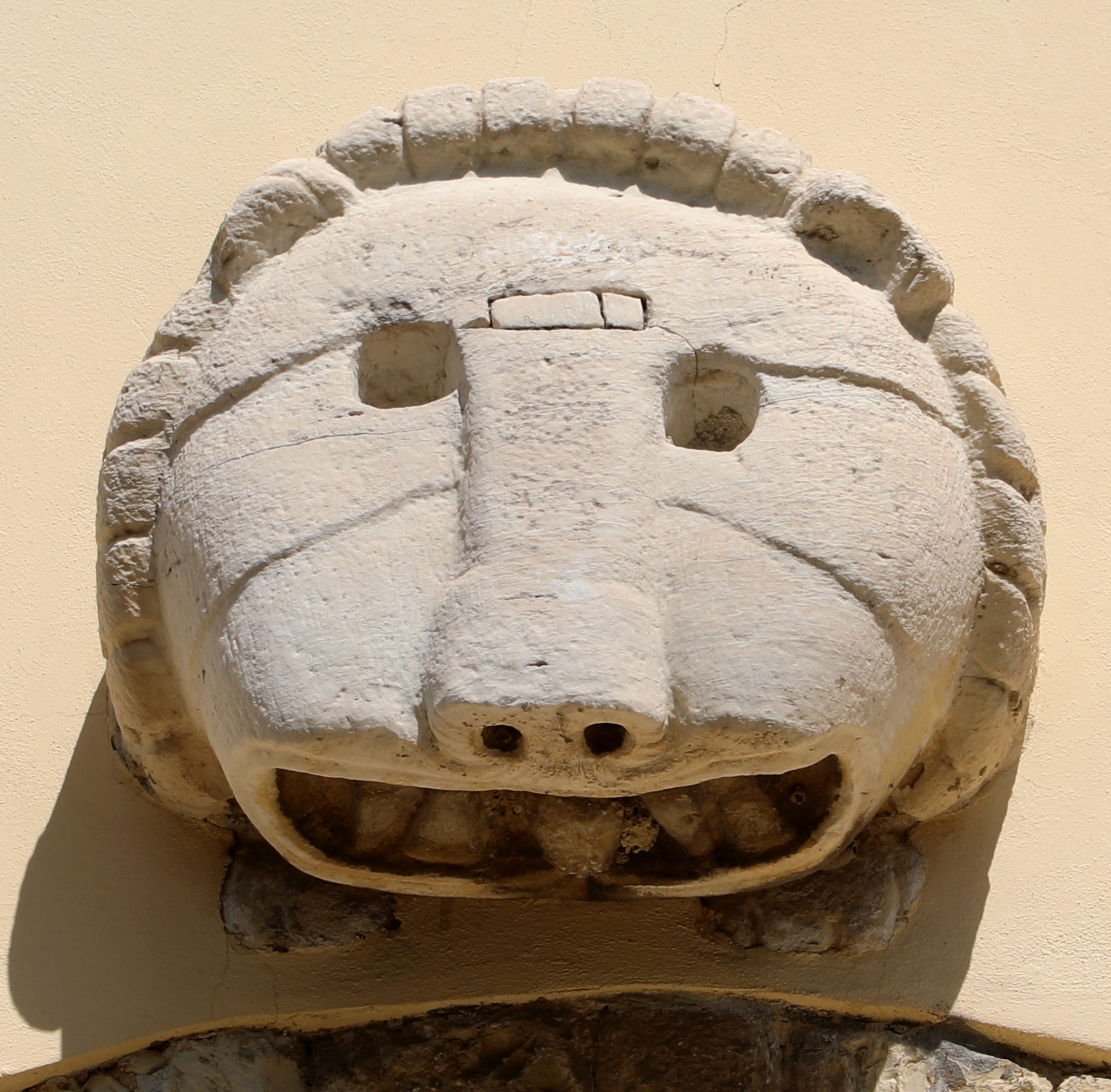
La testa leonine simile, sulla torre dei Donati lungo l'Arno presso Le Sieci

## Bibliografia

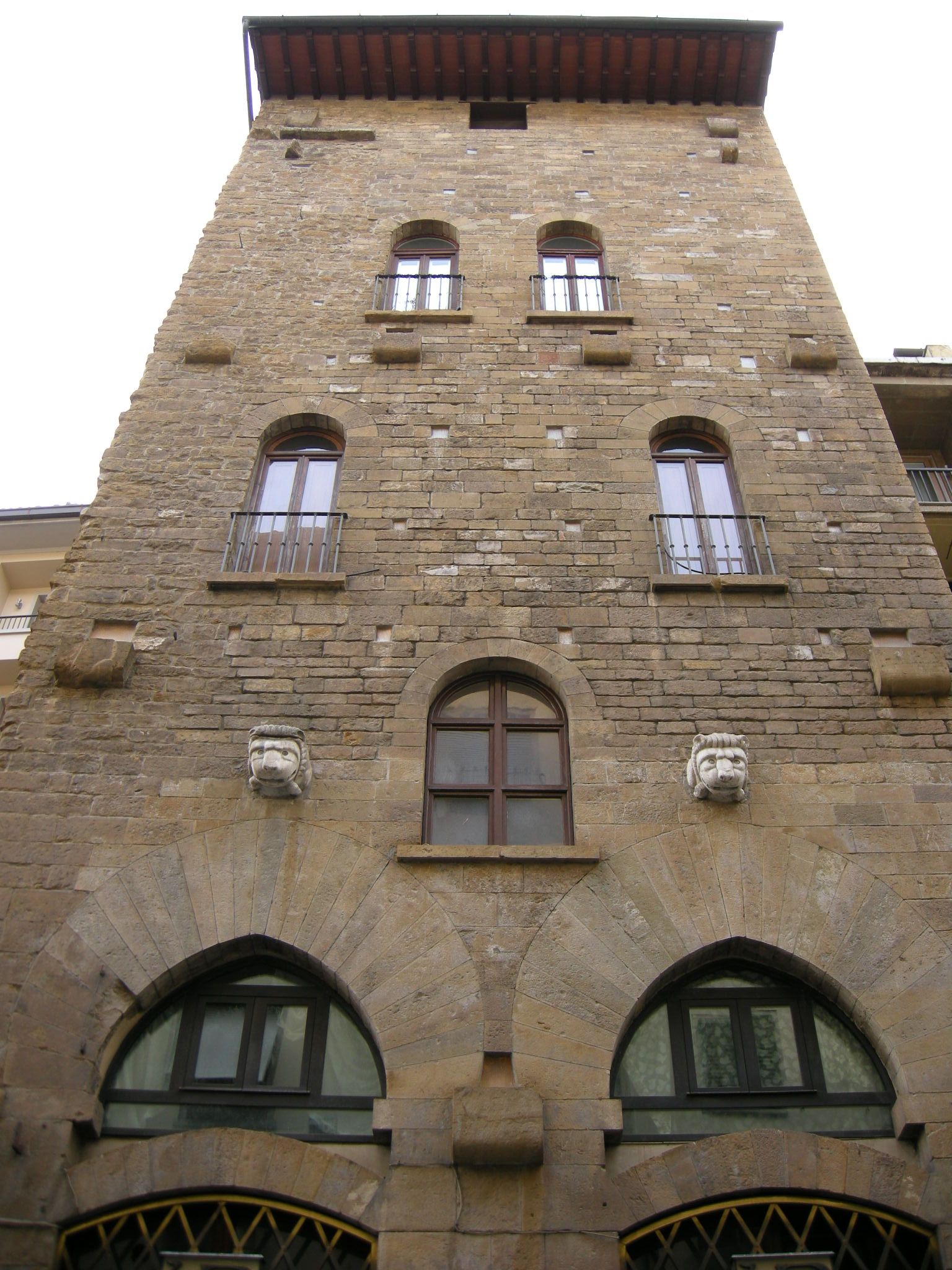
Veduta